# 城西水库
城西水库是中国安徽省滁州市境内的一座水库，位于滁河支流清流河上，建于1965年。水库正常库容为4400万立方米，集雨面积为168平方千米，海拔为28.5米。